# Jan Kulczyk

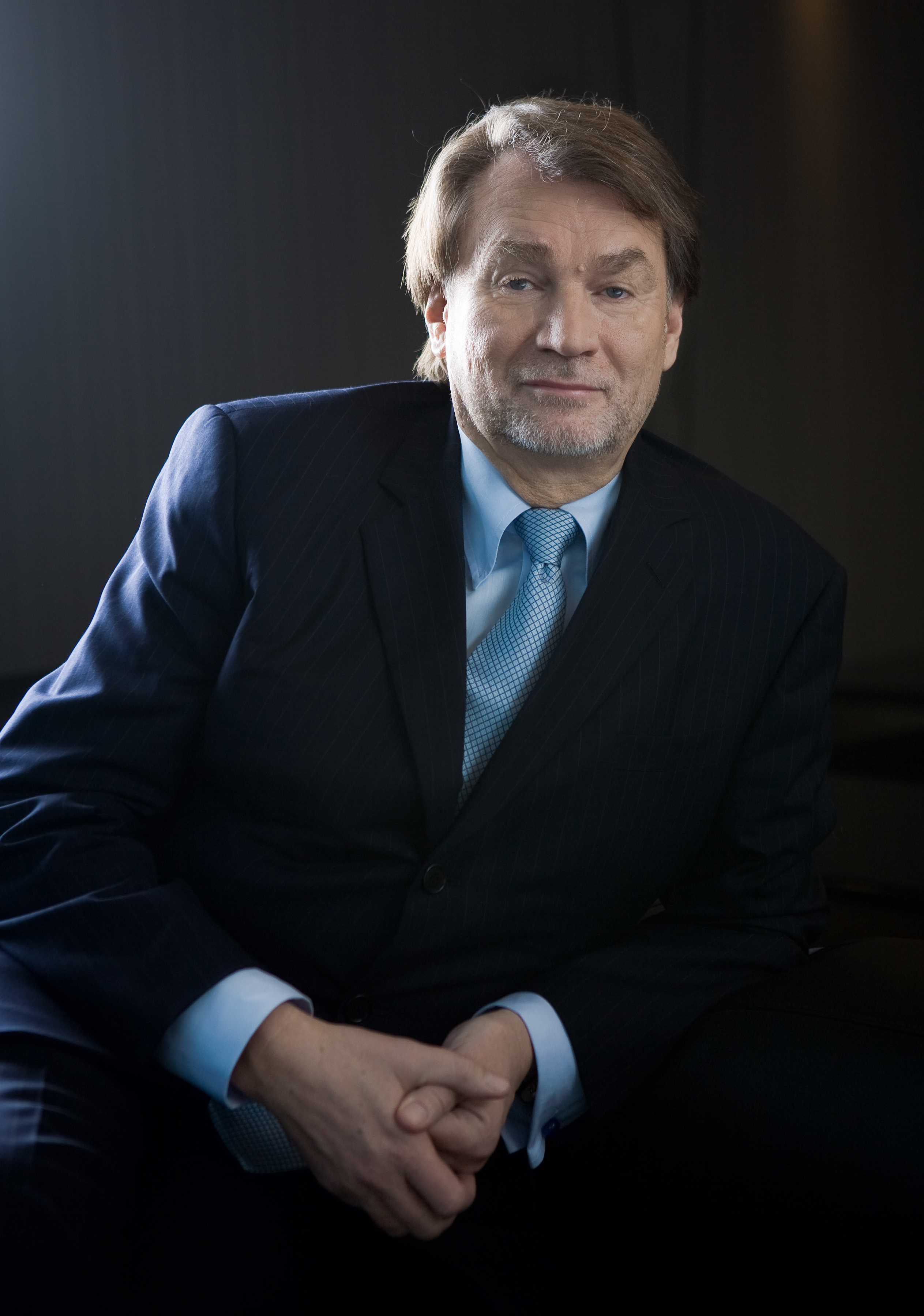
Jan Kulczyk (Dezember 2008)

Jan Jerzy Kulczyk (* 24. Juni 1950 in Bydgoszcz, Polen; † 28. Juli 2015 in Wien, Österreich) war ein polnischer Unternehmer. Rankings wiesen ihn regelmäßig als einen der reichsten Polen aus.

## Leben
Kulczyk war Leiter und Inhaber des nach ihm benannten Konzerns Kulczyk Holding SA sowie Gründungspräsident der Deutsch-Polnischen Industrie- und Handelskammer und ab 2004 ihr Ehrenpräsident.
Dem Nachrichtenmagazin Wprost zufolge wurde sein Vermögen 2004 auf 12,5 Milliarden Złoty (ca. 4 Milliarden US-Dollar) geschätzt. Er war damit nach Zygmunt Solorz-Żak der zweitreichste Pole. In der Liste der reichsten Polen des Jahres 2013 wurde er vom Finanzmagazin Forbes an erster Stelle geführt.
2004 geriet er in Verdacht, eine intransparente Übertragung der Danziger Raffinerie, eines Teils des polnischen Mineralölkonzerns PKN Orlen, an russische Eigentümer (Lukoil) geplant zu haben.
Er starb am 28. Juli 2015 infolge von Komplikationen bei einer Herzoperation.

### Privates
Jan Kulczyk war bis 2006 mit Grażyna Kulczyk verheiratet und die beiden haben mit Dominika (* 1977) und Sebastian (* 1980) zwei gemeinsame Kinder. 2006 ließen sich die beiden scheiden.
Sein Sohn Sebastian leitet die von Jan Kulczyk 2007 in Luxemburg gegründete Kulczyk Investments SA, zu der die in Polen operierende Kulczyk Holding gehört.